# Róbert Teleky
Róbert Teleky (* 30. června 1967) je český politik a lékař-chirurg, od roku 2021 poslanec Poslanecké sněmovny PČR, v letech 2016 až 2024 zastupitel Zlínského kraje, od roku 2014 zastupitel (v letech 2014 až 2022 také radní) města Vsetín, člen KDU-ČSL.

## Život
Vystudoval Lékařskou fakultu Univerzity Karlovy v Praze (získal titul MUDr.). Od roku 1995 pracuje jako chirurg ve Vsetíně a ve Valašském Meziříčí. Aktivně pracuje v revizní komisi České lékařské komory.
Od roku 2012 působí jako jednatel a společník ve firmě Teleky Medicus. Od roku 2014 je členem dozorčí rady Vsetínské nemocnice (ve statutárním orgánu již působil v letech 2007 až 2010), V letech 2014 až 2021 byl také členem dozorčí rady Krajské nemocnice T. Bati,  dozorčí rady Uherskohradišťské nemocnice a dozorčí rady Kroměřížské nemocnice.
Róbert Teleky žije ve městě Vsetín, konkrétně v části Horní Jasenka. Je ženatý, s manželkou Danou má dceru a tři syny.

## Politické působení
V komunálních volbách v roce 1998 kandidoval jako nestraník za KDU-ČSL do Zastupitelstva města Vsetín, ale nebyl zvolen. Stejně tak neuspěl ve volbách v letech 2002 (nestraník za KDU-ČSL), 2006 (nestraník za KDU-ČSL) a 2010 (již jako člen KDU-ČSL). Zvolen byl až ve volbách v roce 2014, v prosinci 2014 se stal též radním města. Ve volbách v roce 2018 mandát zastupitel města obhájil, v listopadu 2018 se stal opět radním města. V komunálních volbách v roce 2022 kandidoval do zastupitelstva Vsetína z 6. místa kandidátky KDU-ČSL. Vlivem preferenčních hlasů však skončil čtvrtý, a obhájil tak mandát zastupitele města. Radním města však již zvolen nebyl.
V krajských volbách v roce 2012 kandidoval za KDU-ČSL do Zastupitelstva Zlínského kraje, ale neuspěl. Uspěl až ve volbách v roce 2016. Ve volbách v roce 2020 mandát krajského zastupitele obhájil. Působí ve zdravotním výboru.
Ve volbách do Poslanecké sněmovny PČR v letech 2010 a 2013 kandidoval za KDU-ČSL ve Zlínském kraji, ale v obou případech neuspěl. Ve volbách do Poslanecké sněmovny PČR v roce 2021 kandidoval z pozice člena KDU-ČSL na 3. místě kandidátky koalice SPOLU (tj. ODS, KDU-ČSL a TOP 09) ve Zlínském kraji. Získal 8 416 preferenčních hlasů, a byl tak zvolen poslancem.
V krajských volbách v září 2024 obhajoval mandát zastupitele Zlínského kraje z pozice člena KDU-ČSL na kandidátce uskupení „K21 ZLÍNSKÝ KRAJ 21. STOLETÍ“ (tj. KDU-ČSL a hnutí Z21). Mandát se mu však obhájit nepodařilo.
Ve volbách do Poslanecké sněmovny PČR v roce 2025 kandiduje z pozice člena KDU-ČSL na 2. místě kandidátky koalice SPOLU (tj. ODS, KDU-ČSL a TOP 09) ve Zlínském kraji.